# Lock Up the Wolves
Lock Up the Wolves (англ. Посади волков под замок) — пятый студийный альбом группы Dio, выпущенный 15 мая 1990 года.
Состав музыкантов группы, участвовавших в записи этого альбома, был практически полностью обновлён по сравнению с предыдущим диском Dream Evil, и включал теперь, наряду с Дио, 18-летнего гитариста Роуэна Робертсона, бывшего ударника AC/DC Саймона Райта, клавишника Йенса Йоханссона и бас-гитариста Тедди Кука.
Ронни Джеймс Дио заявил, что причиной изменений стало то, что бывшие участники группы "потеряли интерес", по сравнению с Робертсоном, который был первым участником нового состава. 
Песня "Evil on Queen Street" получила свое название от гастронома в Торонто, где в 1990 году продавался сэндвич с таким названием — per Dio on Much Music in 1990. 
С альбома были выпущены два видеоклипа на песни "Hey Angel" и "Wild One".
Гитарист Роуэн Робертсон заявил, что для альбома были написаны и записаны демо еще двух песен, но они были отложены по решению их менеджера Венди Дио: "Hell Wouldn't Take Her" и "The River Between Us".
Альбом ознаменовал падение популярности Дио, заняв более низкое место в чартах, чем предыдущие четыре студийных альбома.

## Список композиций
Все тексты написаны Ронни Джеймсом Дио.
| №   | Название                   | Музыка                                    | Длительность |
| --- | -------------------------- | ----------------------------------------- | ------------ |
| 1.  | «Wild One»                 | Ронни Джеймс Дио, Роуэн Робертсон         | 3:57         |
| 2.  | «Born on the Sun»          | Дио, Робертсон, Джимми Бэйн, Винни Апписи | 5:30         |
| 3.  | «Hey Angel»                | Дио, Робертсон                            | 4:50         |
| 4.  | «Between Two Hearts»       | Дио, Робертсон                            | 6:27         |
| 5.  | «Night Music»              | Дио, Робертсон, Бэйн                      | 4:56         |
| 6.  | «Lock Up the Wolves»       | Дио, Робертсон, Бэйн                      | 8:18         |
| 7.  | «Evil on Queen Street»     | Дио, Робертсон, Тедди Кук                 | 5:51         |
| 8.  | «Walk on Water»            | Дио, Робертсон, Йенс Йоханссон            | 3:36         |
| 9.  | «Twisted»                  | Дио, Робертсон, Бэйн, Апписи              | 4:35         |
| 10. | «Why Are They Watching Me» | Дио, Робертсон                            | 5:00         |
| 11. | «My Eyes»                  | Дио, Робертсон, Йоханссон                 | 6:24         |

## Позиции в чартах
| Год  | Альбом             | Позиции в чартах | Позиции в чартах |
| ---- | ------------------ | ---------------- | ---------------- |
| Год  | Альбом             | Billboard 200    | UK Album Charts  |
| 1990 | Lock Up the Wolves | #61              | #28              |

## Участники записи
- Ронни Джеймс Дио — вокал
- Роуэн Робертсон — гитара
- Йенс Йоханссон — клавишные
- Тедди Кук — бас-гитара
- Саймон Райт — ударные